# Liste der Kulturdenkmäler in Hünfelden
Die folgende Liste enthält die in der Denkmaltopographie ausgewiesenen Kulturdenkmäler auf dem Gebiet  der Gemeinde Hünfelden, Landkreis Limburg-Weilburg, Hessen.
Hinweis: Die Reihenfolge der Denkmäler in dieser Liste orientiert sich zunächst an Ortsteilen und anschließend der Anschrift, alternativ ist sie auch nach der Bezeichnung, der vom Landesamt für Denkmalpflege vergebenen Nummer oder der Bauzeit sortierbar.
Kulturdenkmäler werden fortlaufend im Denkmalverzeichnis des Landes Hessen durch das Landesamt für Denkmalpflege Hessen auf Basis des Hessischen Denkmalschutzgesetzes (HDSchG) geführt. Die Schutzwürdigkeit eines Kulturdenkmals hängt nicht von der Eintragung in das Denkmalverzeichnis des Landes Hessen oder der Veröffentlichung in der Denkmaltopographie ab.

## Kulturdenkmäler nach Ortsteilen

### Dauborn
| Bild               | Bezeichnung                       | Lage                                                                                            | Beschreibung | Bauzeit              | Objekt-Nr. |
| ------------------ | --------------------------------- | ----------------------------------------------------------------------------------------------- | --- | -------------------- | ---------- |
| weitere Bilder     | Wörsbach-Brücke                   | Dauborn, Alte Selterser Straße o. Nr., Wörsbach LageFlur: 45, 46, Flurstück: 29, 11/1, 11/2, 70 | | 1825 bis 1875        | 51299 DDB  |
| Am Wörsbach 14     | (Schulgäßchen)                    | Dauborn, Am Wörsbach 14 LageFlur: 7, Flurstück: 98/3                                            | | 1675 bis 1725        | 51285 DDB  |
| Bruchmühle         | Bruchmühle                        | Dauborn, Bruchmühle o. Nr. LageFlur: 46, Flurstück: 114                                         | Vierseitig umbauter Mühlenhof, als letzte Kleinanlage des Kreises noch in Betrieb. | 1843                 | 51304 DDB  |
| Eufinger Straße 26 | Alte Bäckerei                     | Dauborn, Eufinger Straße 26 LageFlur: 7, Flurstück: 62                                          | | 1768                 | 51286 DDB  |
| weitere Bilder     | Alte Schule                       | Dauborn, Eufinger Straße 28 LageFlur: 7, Flurstück: 61/2                                        | | 1827 bis 1837        | 51287 DDB  |
| weitere Bilder     | Wohnhaus                          | Dauborn, Eufinger Straße 29 LageFlur: 7, Flurstück: 13                                          | | 1725 bis 1775        | 51288 DDB  |
| weitere Bilder     |                                   | Dauborn, Eufinger Straße 41 LageFlur: 7, Flurstück: 24                                          | | 1825 bis 1875        | 51289 DDB  |
| weitere Bilder     | Vierseithöfe                      | Dauborn, Friedrichstraße 1, 6, 1a, 1b LageFlur: 7, 38, Flurstück: 127, 56/1, 56/6               | | 1899                 | 51290 DDB  |
| weitere Bilder     |                                   | Dauborn, Friedrichstraße 2 LageFlur: 7, Flurstück: 47/2                                         | | 1795 bis 1805        | 51291 DDB  |
| weitere Bilder     | Gesamtanlage                      | Dauborn, Gesamtanlage Eufinger Straße Lage                                                      | |                      | 51284 DDB  |
| weitere Bilder     | Gesamtanlage                      | Dauborn, Gesamtanlage Neuherbergstrasse Lage                                                    | |                      | 51300 DDB  |
| weitere Bilder     | Ehem. Postamtsgebäude und Rathaus | Dauborn, Grubenstraße 27 LageFlur: 45, Flurstück: 48                                            | | 1898                 | 51293 DDB  |
| Postgebäude        | Postgebäude                       | Dauborn, Mühlstraße 2 LageFlur: 6, Flurstück: 95                                                | | 1907                 | 51292 DDB  |
| Nassauer Straße 2  |                                   | Dauborn, Nassauer Straße 2 LageFlur: 5, Flurstück: 75/2                                         | |                      | 87003 DDB  |
| Nassauer Straße 28 |                                   | Dauborn, Nassauer Straße 28 LageFlur: 5, Flurstück: 61                                          | | Ende 18. Jahrhundert | 51294 DDB  |
| weitere Bilder     | Evangelische Kirche               | Dauborn, Nassauer Straße 53, Auf der Lyck LageFlur: 4, Flurstück: 2, 52                         | | 1756                 | 51295 DDB  |
| weitere Bilder     |                                   | Dauborn, Nassauer Straße 58 LageFlur: 4, Flurstück: 57                                          | | 1913                 | 51297 DDB  |
| weitere Bilder     |                                   | Dauborn, Nassauer Straße 60 LageFlur: 4, Flurstück: 56/7                                        | | 1795 bis 1805        | 51298 DDB  |
| Neuherbergstraße 5 |                                   | Dauborn, Neuherbergstraße 5, Neuherbergstraße LageFlur: 5, Flurstück: 28, 29                    | | 1795 bis 1805        | 51301 DDB  |
| weitere Bilder     |                                   | Dauborn, Neuherbergstraße 8 LageFlur: 8, Flurstück: 86/1                                        | | 1696                 | 51302 DDB  |
| Bild gesucht BW    |                                   | Dauborn, Neuherbergstraße 15/17 LageFlur: 46, Flurstück: 83                                     | | 1795 bis 1805        | 51303 DDB  |
| weitere Bilder     | Evangelisches Pfarrhaus           | Dauborn, Rheinstraße 3a LageFlur: 4, Flurstück: 45/1                                            | | 1816                 | 51296 DDB  |
| Wörsbach-Brücke    | Wörsbach-Brücke                   | Dauborn, Wöhrsbach (bei der Bruchmühle) LageFlur: 46, Flurstück: 70                             | Eine der letzten Feldwegbrücken aus Back- und Bruchsteinen. An der Brücke zeigt eine kleine, eingelassene Tafel die Jahreszahl und einen Dauborner „Schnapstrinker“ als volkstümlich-humorvolle Ritzzeichnung. | 1890                 | 51305 DDB  |

### Dauborn-Gnadenthal
| Bild                        | Bezeichnung                 | Lage | Beschreibung | Bauzeit       | Objekt-Nr. |
| --------------------------- | --------------------------- | --- | ------------ | ------------- | ---------- |
| Erbhofscheune               | Erbhofscheune               | Dauborn-Gnadenthal, Hof Gnadenthal o. Nr. LageFlur: 26, Flurstück: 7/4                                  |              | 1936          | 51311 DDB  |
| Domänen-Stallscheune        | Domänen-Stallscheune        | Dauborn-Gnadenthal, Hof Gnadenthal o. Nr., Hof Gnadenthal 17a LageFlur: 26, Flurstück: 10/4, 10/5, 10/7 |              | 1853          | 51312 DDB  |
| Bild gesucht BW             | Stall- und Scheunengebäude  | Dauborn-Gnadenthal, Hof Gnadenthal o. Nr. LageFlur: 26, Flurstück: 2/4                                  |              | 1853          | 963283 DDB |
| Bild gesucht BW             | Ökonomiegebäude             | Dauborn-Gnadenthal, Hof Gnadenthal 3, 7 LageFlur: 26, Flurstück: 5/1, 6/2                               |              | 1853          | 51309 DDB  |
| Wohnhaus aus Niederzeuzheim | Wohnhaus aus Niederzeuzheim | Dauborn-Gnadenthal, Hof Gnadenthal 5, Hof Gnadenthal LageFlur: 26, Flurstück: 8/5, 8/7                  |              | 1695 bis 1705 | 51310 DDB  |
| Bild gesucht BW             | Hofanlage                   | Dauborn-Gnadenthal, Hof Gnadenthal 6, 8b LageFlur: 26, Flurstück: 13/3, 13/4                            |              | 1936          | 51313 DDB  |
| Ehem. Äbtissinnenhaus       | Ehem. Äbtissinnenhaus       | Dauborn-Gnadenthal, Hof Gnadenthal 7/9 LageFlur: 26, Flurstück: 6/2                                     |              | 1590          | 51307 DDB  |
| Ehem. Klosterkirche         | Ehem. Klosterkirche         | Dauborn-Gnadenthal, Hof Gnadenthal 15 LageFlur: 26, Flurstück: 7/5                                      |              | 1275 bis 1285 | 51308 DDB  |
| Scheune                     | Scheune                     | Dauborn-Gnadenthal, Hof Gnadenthal 21 LageFlur: 26, Flurstück: 12/3                                     |              | 1595 bis 1605 | 51314 DDB  |

### Heringen
| Bild                  | Bezeichnung                            | Lage                                                     | Beschreibung | Bauzeit                | Objekt-Nr. |
| --------------------- | -------------------------------------- | -------------------------------------------------------- | ------------ | ---------------------- | ---------- |
|                       |                                        | Heringen, Friedhofstraße 1 LageFlur: 47, Flurstück: 65/4 |              | 1725 bis 1775          | 51317 DDB  |
|                       |                                        | Heringen, Hauptstraße 22 LageFlur: 46, Flurstück: 36/1   |              | 1725 bis 1775          | 51316 DDB  |
| weitere Bilder        | Altes Rathaus                          | Heringen, Hauptstraße 23 LageFlur: 46, Flurstück: 53     |              | Anfang 19. Jahrhundert | 51318 DDB  |
| weitere Bilder        | Wohn-/Geschäftshaus und ehem. Synagoge | Heringen, Hauptstraße 25 LageFlur: 46, Flurstück: 54     |              |                        | 51319 DDB  |
|                       |                                        | Heringen, Hauptstraße 53 LageFlur: 47, Flurstück: 13/1   |              | 1840 bis 1850          | 51320 DDB  |
| weitere Bilder        |                                        | Heringen, Jahnstraße 4 LageFlur: 46, Flurstück: 80/1     |              | 1795 bis 1805          | 51323 DDB  |
| weitere Bilder        | Denkmal 1914/18                        | Heringen, Jahnstraße 7 LageFlur: 47, Flurstück: 54       |              | 1915 bis 1925          | 51321 DDB  |
| weitere Bilder        | Evangelische Kirche                    | Heringen, Jahnstraße 7 LageFlur: 47, Flurstück: 54       |              | 1783                   | 51322 DDB  |
|                       |                                        | Heringen, Schulstraße 1 LageFlur: 46, Flurstück: 73/5    |              | 1725 bis 1775          | 51325 DDB  |
|                       |                                        | Heringen, Schulstraße 4 LageFlur: 46, Flurstück: 76/1    |              | 1725 bis 1775          | 51324 DDB  |
| Ehemalige Volksschule | Ehemalige Volksschule                  | Heringen, Schulstraße 7 LageFlur: 47, Flurstück: 51      |              | 1825 bis 1835          | 51315 DDB  |

### Kirberg
| Bild                       | Bezeichnung                           | Lage | Beschreibung | Bauzeit                | Objekt-Nr. |
| -------------------------- | ------------------------------------- | --- | ------------ | ---------------------- | ---------- |
| Bubenheimer Hof            | Bubenheimer Hof                       | Kirberg, Bubenheimer Straße 1 LageFlur: 13, Flurstück: 135 |              |                        | 51257 DDB  |
| weitere Bilder             | Steinscher Hof                        | Kirberg, Bubenheimer Straße 3 LageFlur: 14, Flurstück: 291/1 |              | 1481                   | 51256 DDB  |
| Burgruine                  | Burgruine                             | Kirberg, Burg o. Nr. LageFlur: 13, Flurstück: 19/3 |              | Ende 14. Jahrhundert   | 51255 DDB  |
| Bild gesucht BW            | Stadtmauer                            | Kirberg, Burgmauer, Weiherfloß 14, 16, Luisenstraße 18, Burgstraße 36, 42, Bubenheimer Straße 1, 3, 5, 7, Am Brandtor 4, Am Brandtor LageFlur: 13, 14, 15, Flurstück: 135, 28/2, 28/6, 31/1, 35/3, 37/1, 283/1, 284, 287/1, 290/1, 291/1, 291/2, 113/2, 115, 116 |              | Ende 14. Jahrhundert   | 51254 DDB  |
|                            |                                       | Kirberg, Burgstraße 3 LageFlur: 15, Flurstück: 121/1 |              | 1725 bis 1775          | 51258 DDB  |
|                            |                                       | Kirberg, Burgstraße 5 LageFlur: 15, Flurstück: 120 |              | 1725 bis 1775          | 51259 DDB  |
|                            |                                       | Kirberg, Burgstraße 13 LageFlur: 14, Flurstück: 118/2 |              | 1771                   | 51260 DDB  |
|                            |                                       | Kirberg, Burgstraße 15 LageFlur: 14, Flurstück: 110 |              |                        | 51261 DDB  |
|                            |                                       | Kirberg, Burgstraße 17 LageFlur: 14, Flurstück: 104 |              |                        | 51262 DDB  |
| Ehemalige Hofanlage        | Ehemalige Hofanlage                   | Kirberg, Burgstraße 19 LageFlur: 14, Flurstück: 103 |              | 18. Jahrhundert        | 51263 DDB  |
|                            |                                       | Kirberg, Burgstraße 22 LageFlur: 14, Flurstück: 154 |              | 1725 bis 1775          | 51264 DDB  |
|                            |                                       | Kirberg, Burgstraße 24 LageFlur: 14, Flurstück: 161/2 |              | 1695 bis 1705          | 51266 DDB  |
| weitere Bilder             | Wallrabensteinsches Haus              | Kirberg, Burgstraße 28 LageFlur: 14, Flurstück: 165 |              | Anfang 18. Jahrhundert | 51265 DDB  |
| weitere Bilder             | Evangelische Pfarrkirche und Kirchhof | Kirberg, Burgstraße 30, 32 LageFlur: 14, Flurstück: 166, 167 |              | Ende 14. Jahrhundert   | 51267 DDB  |
| weitere Bilder             | Altes Rathaus                         | Kirberg, Burgstraße 38 LageFlur: 13, Flurstück: 30, 105/34 |              | Ende 18. Jahrhundert   | 51270 DDB  |
| Evangelisches Pfarrhaus    | Evangelisches Pfarrhaus               | Kirberg, Burgstraße 42 LageFlur: 13, Flurstück: 28/6 |              | 1765/66                | 51269 DDB  |
| Gehöft                     | Gehöft                                | Kirberg, Burgstraße 48 LageFlur: 13, Flurstück: 22, 23 |              | 1695 bis 1705          | 51271 DDB  |
| weitere Bilder             | Ehemalige Zehntscheune                | Kirberg, Burgstraße 50, 52 LageFlur: 13, Flurstück: 20/2, 21/1 |              | 17. Jahrhundert        | 51273 DDB  |
| Gesamtanlage               | Gesamtanlage                          | Kirberg, Gesamtanlage Kirberg Lage |              |                        | 51253 DDB  |
| Bild gesucht BW            | Kalascher Mühle                       | Kirberg, Kahlarscher Mühle 1, An der Kahlarscher Mühle LageFlur: 10, Flurstück: 17, 18/2 |              | 1695 bis 1705          | 51283 DDB  |
| Ehemaliges Postamt         | Ehemaliges Postamt                    | Kirberg, Kaltenholzhäuser Weg 3 LageFlur: 24, Flurstück: 119/3 |              | um 1910                | 51272 DDB  |
| Denkmal 1870/71            | Denkmal 1870/71                       | Kirberg, Kirchplatz o. Nr. (bei der evangelischen Kirche) LageFlur: 14, Flurstück: 215 |              | 1871                   | 51268 DDB  |
|                            |                                       | Kirberg, Limburger Straße 27 LageFlur: 13, Flurstück: 100/18 |              | Anfang 19. Jahrhundert | 51274 DDB  |
| Riedtscher Hof             | Riedtscher Hof                        | Kirberg, Luisenstraße 12/14 LageFlur: 15, Flurstück: 110/1, 113/1 |              |                        | 51275 DDB  |
| weitere Bilder             | Jüdischer Friedhof                    | Kirberg, Unterm Dauborner Weg o. Nr. LageFlur: 10, Flurstück: 47 |              | 1725 bis 1775          | 51282 DDB  |
|                            |                                       | Kirberg, Wassergasse 1 LageFlur: 14, Flurstück: 71 |              | 1795 bis 1805          | 51276 DDB  |
| Ehemalige Synagoge (Nr. 5) | Ehemalige Synagoge (Nr. 5)            | Kirberg, Wassergasse 3/5 LageFlur: 14, Flurstück: 72, 72/1 |              | 1622                   | 51277 DDB  |
|                            |                                       | Kirberg, Wassergasse 7 LageFlur: 14, Flurstück: 80/2 |              |                        | 51278 DDB  |
|                            |                                       | Kirberg, Wassergasse 10 LageFlur: 14, Flurstück: 111 |              | Anfang 18. Jahrhundert | 51279 DDB  |
|                            |                                       | Kirberg, Wassergasse 15 LageFlur: 14, Flurstück: 84 |              | 1825 bis 1875          | 51280 DDB  |
|                            |                                       | Kirberg, Wassergasse 18/20, Wassergasse LageFlur: 14, Flurstück: 101/4, 102, 211/3 |              | 1725 bis 1775          | 51281 DDB  |

### Mensfelden
| Bild                               | Bezeichnung                        | Lage                                                                                             | Beschreibung | Bauzeit       | Objekt-Nr. |
| ---------------------------------- | ---------------------------------- | ------------------------------------------------------------------------------------------------ | ------------ | ------------- | ---------- |
|                                    |                                    | Mensfelden, Backhausstraße 13, Kirchstraße 2 LageFlur: 62, Flurstück: 14, 15/2                   |              | 1849          | 51326 DDB  |
| Ehem. Volksschule und Schulscheune | Ehem. Volksschule und Schulscheune | Mensfelden, Hehnerstraße 5a, Unterstraße 6a, Hehnerstraße 5b LageFlur: 62, Flurstück: 28/2, 28/4 |              | 1831          | 51327 DDB  |
| weitere Bilder                     | Evangelische Kirche                | Mensfelden, Kirchstraße o. Nr. LageFlur: 62, Flurstück: 32/4                                     |              | 1195 bis 1205 | 51328 DDB  |
| Bild gesucht BW                    |                                    | Mensfelden, Kirchstraße 6 LageFlur: 62, Flurstück: 23                                            |              | 1724          | 51329 DDB  |
|                                    |                                    | Mensfelden, Schwerzstraße 2 LageFlur: 60, Flurstück: 42                                          |              | 1625 bis 1675 | 51330 DDB  |
|                                    |                                    | Mensfelden, Sonntagsstraße 1, Hehnerstraße 3 LageFlur: 60, Flurstück: 49/3, 173/50               |              | 1801          | 51331 DDB  |
| Bild gesucht BW                    | Saalbau                            | Mensfelden, Sonntagsstraße 8 LageFlur: 62, Flurstück: 1/2                                        |              | 1895 bis 1905 | 51332 DDB  |
| Pfarrhaus                          | Pfarrhaus                          | Mensfelden, Unterstraße o. Nr. LageFlur: 62, Flurstück: 33/2                                     |              | 1905          | 51333 DDB  |
|                                    |                                    | Mensfelden, Unterstraße 19 LageFlur: 62, Flurstück: 51/2                                         |              | 1695 bis 1705 | 51334 DDB  |

### Nauheim
| Bild                    | Bezeichnung             | Lage                                                                  | Beschreibung | Bauzeit              | Objekt-Nr. |
| ----------------------- | ----------------------- | --------------------------------------------------------------------- | ------------ | -------------------- | ---------- |
| Bild gesucht BW         | Gesamtanlage            | Nauheim, Gesamtanlage Nauheim Lage                                    |              |                      | 51335 DDB  |
| weitere Bilder          | Evangelische Kirche     | Nauheim, Kolbstraße 5, Kolbstraße LageFlur: 32, Flurstück: 113/1, 114 |              | 1708                 | 51336 DDB  |
|                         |                         | Nauheim, Kreuzgasse 4 LageFlur: 32, Flurstück: 231/7                  |              | 1725 bis 1775        | 51337 DDB  |
|                         |                         | Nauheim, Kreuzgasse 7 LageFlur: 30, Flurstück: 23/4                   |              | 1725 bis 1775        | 51338 DDB  |
| weitere Bilder          | Wohnhaus                | Nauheim, Mittelstraße 1 LageFlur: 32, Flurstück: 23                   |              |                      | 51339 DDB  |
| weitere Bilder          | Wohnhaus                | Nauheim, Mittelstraße 2 LageFlur: 31, Flurstück: 4/3                  |              | Ende 18. Jahrhundert | 51340 DDB  |
|                         |                         | Nauheim, Mittelstraße 4 LageFlur: 31, Flurstück: 6/5                  |              | 1705                 | 51341 DDB  |
| weitere Bilder          |                         | Nauheim, Mittelstraße 8 LageFlur: 31, Flurstück: 8                    |              |                      | 51342 DDB  |
|                         |                         | Nauheim, Mittelstraße 10 LageFlur: 31, Flurstück: 12/2                |              | 1804                 | 51343 DDB  |
| weitere Bilder          |                         | Nauheim, Neustraße 18 LageFlur: 30, Flurstück: 39                     |              |                      | 51345 DDB  |
|                         |                         | Nauheim, Neustraße 44 LageFlur: 31, Flurstück: 39                     |              | 1846                 | 51344 DDB  |
| weitere Bilder          |                         | Nauheim, Oranienstraße 22/25 LageFlur: 30, Flurstück: 20, 32/2        |              | 1775 bis 1825        | 51346 DDB  |
| Wohnhaus                | Wohnhaus                | Nauheim, Oranienstraße 35 LageFlur: 32, Flurstück: 10                 |              | 1730                 | 51347 DDB  |
|                         |                         | Nauheim, Oranienstraße 40 LageFlur: 32, Flurstück: 44/1               |              | 1725 bis 1775        | 51348 DDB  |
| Sog. Aula               | Sog. Aula               | Nauheim, Oranienstraße 43 LageFlur: 32, Flurstück: 51                 |              | 1600                 | 51349 DDB  |
| Alte Schule und Rathaus | Alte Schule und Rathaus | Nauheim, Oranienstraße 45 LageFlur: 32, Flurstück: 57/7               |              | 1831                 | 51350 DDB  |

### Neesbach
| Bild            | Bezeichnung         | Lage                                                 | Beschreibung | Bauzeit       | Objekt-Nr. |
| --------------- | ------------------- | ---------------------------------------------------- | --- | ------------- | ---------- |
| Bild gesucht BW | Gesamtanlage        | Neesbach, Gesamtanlage Neesbach Lage                 | |               | 51351 DDB  |
| weitere Bilder  |                     | Neesbach, Hohlgasse 8 LageFlur: 1, Flurstück: 225    | | 1699          | 51353 DDB  |
| Langgasse 33    |                     | Neesbach, Langgasse 33 LageFlur: 1, Flurstück: 164/1 | | 1695 bis 1705 | 51354 DDB  |
| weitere Bilder  | Evangelische Kirche | Neesbach, Langgasse 43 LageFlur: 1, Flurstück: 177/2 | 1711 wurde die barocke Johannes-Kirche an der Stelle der alten Kirche errichtet, die zuletzt ebenfalls Johannes geweiht war. Das Gebäude wurde dem Vorbild des Gotteshauses im benachbarten Nauheim nachempfunden. Auch die Innenausmalung in beiden Kirchen ähnelte sich stark. 1975 wurden bei der Restaurierung dieser Kirche kulturhistorische wertvolle Gemälde freigelegt. | 1711          | 51352 DDB  |
| weitere Bilder  | Wohnhaus            | Neesbach, Langgasse 45 LageFlur: 1, Flurstück: 178   | | 1751          | 51355 DDB  |
| Langgasse 49    |                     | Neesbach, Langgasse 49 LageFlur: 1, Flurstück: 181   | | 1725 bis 1775 | 51356 DDB  |
| Langgasse 52    |                     | Neesbach, Langgasse 52 LageFlur: 1, Flurstück: 96/4  | | 1725 bis 1775 | 51357 DDB  |

### Ohren
| Bild             | Bezeichnung      | Lage                                                         | Beschreibung | Bauzeit                | Objekt-Nr. |
| ---------------- | ---------------- | ------------------------------------------------------------ | ------------ | ---------------------- | ---------- |
| weitere Bilder   | Laufbrunnen      | Ohren, Camberger Straße o. Nr. LageFlur: 12, Flurstück: 94/1 |              | 1825 bis 1875          | 51358 DDB  |
| Ehemalige Schule | Ehemalige Schule | Ohren, Camberger Straße 23 LageFlur: 12, Flurstück: 110/3    |              | 1824                   | 51359 DDB  |
| weitere Bilder   |                  | Ohren, Camberger Straße 30 LageFlur: 13, Flurstück: 93/4     |              | 1725 bis 1775          | 51360 DDB  |
|                  |                  | Ohren, Camberger Straße 36 LageFlur: 13, Flurstück: 117/2    |              | 1725 bis 1775          | 51361 DDB  |
| weitere Bilder   |                  | Ohren, Obergasse 1 LageFlur: 13, Flurstück: 91/1             |              | 1625 bis 1675          | 51362 DDB  |
| weitere Bilder   | Leichtweiß-Haus  | Ohren, Obergasse 2 LageFlur: 13, Flurstück: 80               |              | Anfang 18. Jahrhundert | 51363 DDB  |